# Qubahäst
Qubahästen (uttalas Kubahäst) är en ganska liten hästras som härstammar från Qubaregionen i norra Azerbajdzjan. Qubahästar har avlats i området i ca 600 år och är en härdig och robust häst som även besitter både tölt och passgång som extra gångarter.

## Historia
Qubahästen har funnits i Azerbajdzjan sedan 1400-talet och är en av de vanligaste raserna i landet. De första exemplaren avlades fram i Qubaregionen i Shirvan, som ligger i norra Azerbajdzan. Det finns inga dokumentationer om hur Qubaponnyn uppstod men rasen har troligtvis korsats fram med hjälp av bergshästar och vissa ökenhästar. Exteriören hos rasen, bland annat den lätt rundade halsen visar på troligt inflytande av arabiska fullblod.
I Azerbajdzjan har Qubahästen använts till all slags packning och transport och har även varit populär som ridhäst, speciellt på långa distanser.

## Egenskaper
Qubahästen är mest känd för att vara "gaited", dvs att de besitter extra gångarter utöver de vanliga tre skritt, trav och galopp. De flesta Qubahästarna kan även gå i tölt och passgång, gångarter som är bekväma för ryttare och som ändå gör hästen säker på foten. I Azerbazjdjan används hästarna till ridning, körning och som packdjur. Qubahästarna är arbetsvilliga familjehästar som är lätta att hantera. Hästarna är även uthålliga, svårskrämda och modiga och klarar sig på lite foder.
Qubahästarna är ganska små och kan ibland bli under 148 cm och som är mankhöjden för ponny, men medelhöjden ligger på runt 150 och Qubahästen är därför en mindre häst. Hästarna kan alla hela färger men är oftast brun eller fux. Kroppen är något kvadratisk men väl musklad. Halsen kan vara något rundad och huvudet är finskuret med en rak nosprofil.